# 瑞穗信託銀行
瑞穗信託銀行株式會社（日语： Mizuho Shintaku Ginkō Kabushiki-gaisha */?）是日本第二大金融機構瑞穗金融集團的信託銀行部門。公司總部設於東京都中央區丸之內。

## 歷史
2000年，由第一勸業銀行、富士銀行及日本興業銀行出資組成，隨後這三家各自的信託銀行子公司整併為瑞穗信託銀行。

## 主要股東
- 瑞穗金融集團（69.9%）

## 外部連結
- （日語） 瑞穗信託銀行官方網站 （页面存档备份，存于）
- （英文） 瑞穗信託銀行英文版官方網站 （页面存档备份，存于）